# متحف محمد محمود خليل وحرمه
متحف محمد محمود خليل وحرمه هو متحف مصري يقع في حي الجيزة بالقاهرة. أسسه محمد محمود خليل وجمع فيه مقتنيات فنية عالية القيمة. وعندما توفى محمود خليل عام 1953 كان قد أوصى بهذه المقتنيات إلى زوجته على أن توصى بها وبالقصر كمتحف للحكومة المصرية بعد وفاتها. وكان افتتاح القصر كمتحف لأول مرة عام 1962، نقل بعدها إلى قصر الأمير عمرو إبراهيم بالزمالك عام 1971 ثم اعيد افتتاحه بالزمالك عام 1979 

## مقتنيات المتحف
تشمل مقتنيات المتحف مجموعة نادرة من علب الأنرو ذات الطراز الياباني، وهي المقتنيات التي تشغل الدور الأرضي للمتحف ومعه الطابقان الأول والثاني، بينما يشغل الدور تحت الأرضي الإدارة والمكتبة ومركز المعلومات وقاعة كبيرة لمناقشة البحوث.
فيما يضم الدور الأرضي للمتحف خمس قاعات، منها قاعة مستديرة يتوسطها تمثال «نداء السلاح» من البرونز للفنان رودان، وتضم القاعة أيضا فازتين من الصين كبيرتي الحجم، وفازتين من اليابان ومجموعة من أطباق تركية. وفي هذه القاعة سجادة حائط كبيرة ترجع إلى القرن السابع عشر من بلجيكا.
وفي داخل هذه القاعة أيضا صورتان لمحمد محمود خليل وزوجته، وعدد من الفازات الصينية التي ترجع إلى القرن السادس عشر، وعند دخول الزائر للقاعة الثالثة بهذا الدور يجد أمامه لوحة كبيرة للفنان أمان كانت مهداة إلى اميلين زوجة محمود خليل، وفي نفس القاعة بعض من قطع الأثاث الخاصة بمحمود خليل.
وفي نهاية هذا الدور توجد القاعة الأخيرة وبها لوحة كبيرة تمثل رحلة صيد كانت مهداة إلى الرئيس الراحل أنور السادات، إضافة إلى لوحة بيضاوية تمثل صورة الأميرة دي فاجرام الزوجة الثانية لنابليون بونابرت وابنة ملك النمسا فرنسيس الأول، وكان زواجهما سياسيا بالدرجة الأولى.
ومن أشهر مقتنيات المتحف لوحة فان جوخ الشهيرة «زهرة الخشخاش» ولوحة «الحياة والموت» لجوجان. كما يضم المتحف 208 لوحة من أعمال الفنانيين الذين مهدوا الأرض للمدرسة التاثيرية، مثل «ديجا» ولوحاته التعبيرية وأعمال رومانسية «ديلاكروا» إلى جانب واقعية «ميليه» وكلاسيكية «فيترهالتر» وجمع من المستشرقين الذين عشقوا شمس الشرق وإنسانه، وعاداته وتقاليده أمثال فورمنتان، وبيرشيد، وماريلات، وجبرييل بيسي.

## وصلات خارجية
- الموقع الرسمي للمتحف